# Albert Abelló
Joan Albert Abelló Hierro (Tarragona, 9 de marzo de 1960-20 de diciembre de 2017) fue un empresario y político español. Era concejal del Ayuntamiento de Tarragona desde junio de 2015 hasta su fallecimiento.

## Biografía
Nacido en Tarragona, este empresario y político empezó su carrera profesional como vendedor de pescado. En 1987, con tan solo 27 años montó Anna Pons, su primer negocio, una cadena de alimentos congelados con 13 establecimientos en la zona del sur de Cataluña. En 2003 el negocio fue adquirido por La Sirena perteneciente al holding empresarial Agrolimen. En 2006 paso a presidir la Cámara de Comercio de Tarragona.
Posteriormente, en enero de 2015 se postula como candidato a la alcaldía de Tarragona por Convergencia Democrática de Cataluña. En las elecciones municipales de 2015 entró en el consistorio y su partido pasó de siete a tres concejales. Falleció de un infarto el 20 de diciembre de 2017 en Tarragona.